# الرسوميات الشبكية متعددة الصور
الرسوميات الشبكية متعددة الصور (MNG) هو ملف رسومات منسق، تم نشره في عام 2001، للرسوم المتحركة وتم توفير مواصفاته بشكل مجاني وهناك تطبيقات مرجعية مجانية للبرامج المتاحه
يرتبط MNG ارتباطًا وثيقًا بتنسيق صورة PNG عندما بدأ تطوير PNG في أوائل العام 1995، قرر المطورون عدم إضافة دعم الرسوم المتحركة لأن غالبية مطوري PNG شعروا أن الضغط الزائد على نوع ملف واحد بميزات الصور الثابتة والرسوم المتحركة يعد فكرة سيئة، سواء بالنسبة للمستخدمين (الذين ليس لديهم طريقه بسيطه لتحديد الفئة التي ينتمي إليها ملف صورة معين) ولخوادم الويب (التي يجب أن تستخدم نوع MIME يبدأ بالصورة واللقطات الثابتة والفيديو للرسوم المتحركة - إضافة إلى جي آي إف) ومع ذلك، سرعان ما بدأ العمل على MNG كإصدار يدعم الرسوم المتحركة من PNG وصدر الإصدار 1.0 من مواصفات MNG في 31 يناير 2001.

## دعم الملف

### الدعم
يتميز Gwenview بدعم MNG الأصلي، يمكن لبرنامج GIMP تصدير الصور كملفات MNG كما يمكن لـ Imagemagick إنشاء ملف MNG من سلسلة من ملفات PNG باستخدام البرنامج المساعد MNG ، يمكن لـ Irfanview قراءة ملف MNG. إذام ربط إم بلاير مقابل libmng ، فبامكانه وجميع واجهاته الرئيسيه الرسومية مثل إم بلايرعرض ملفات MNG.
تضمنت متصفحات موزيلا و Netscape 6.0 و6.01 و 7.0 دعمًا اصليا ل MNG حتى تمت إزالة الشفرة في عام 2003 بسبب حجم الكود وفاعليته الضعيفه،  مما تسبب في شكاوى على موقع تطوير موزيلا،  فقامت موزيلا لاحقًا بدعم APNG كبديل أبسط،  وبالمثل، تضمنت الإصدارات القديمة من متصفح كنكرر دعم MNG ولكن تم استبعادها لاحقًا ولم يتم تضمين دعم MNG ابدا في جوجل كروم أو انترنت اكسبلورر أو اوبرا أو سفاري.

### دعم الخادم
لا يتم تكوين خوادم الويب بشكل مسبق لتتوافق مع ملفات MNG.
كان مطورو MNG يأملوا أن تستبدل MNG محل GIF للصور المتحركة على شبكة الويب العالمية، تمامًا كما فعلت PNG للصور الثابتة،  ولكن، مع انتهاء صلاحية براءات اختراع LZW ووجود ملفات بديلة مثل فلاش وSVG ، جنبًا إلى جنب مع نقص المشاهدين والخدمات التي تدعمها MNG ، كان استخدام MNG أقل بكثير من المتوقع.

## تفاصيل تقنية
بنية ملفات MNG هي في الأساس نفس بنية ملفات PNG ، تختلف فقط في التوقيع المختلف قليلاً (8A 4D 4E 47 0D 0A 1A 0A بالنظام الست عشري، حيث 4D 4E 47 هو ASCII لـ "MNG" - انظر رسومات الشبكة المحمولة: رأس الملف) واستخدام مجموعة متنوعة أكبر بكثير من الأجزاء لدعم جميع ميزات الرسوم المتحركة التي يوفرها، يتم تخزين الصور التي سيتم استخدامها في الرسوم المتحركه في ملف MNG على هيئة صور PNG أو JNG مغلفة.
يتم أيضًا تحديد نسختين من MNG ذات التعقيد المنخفض: MNG-LC (التعقيد المنخفض) و MNG-VLC (التعقيد المنخفض جدًا). وتسمح هذه التطبيقات لتشمل بعض مستوى الدعم MNG دون الحاجة إلى تنفيذ مواصفات MNG بأكملها، تماما كما SVG العروض القياسية «SVG الأساسية» و «SVG صغيرة» مجموعات فرعية.
لا يحتوي MNG على نوع وسائط MIME مسجل، ولكن يمكن استخدام video/x-mng أو image/x-mng ، يمكن تضمين الرسوم المتحركة MNG في صفحات HTML باستخدام علامة <embed> أو <object> .
يمكن أن يكون MNG إما بفقدان أو بدون فقدان، اعتمادًا على ما إذا كانت الإطارات مشفرة في PNG (بدون فقدان) أو JNG (بفقدان).

## البدائل
البدائل الأكثر شيوعًا هي Animated GIF وادوبي فلاش، حيث اكتسب بديل الفيديو الجديد نسبيًا لـ GIF زخمًا مؤخرًا. تقتصر صور GIF المتحركة على 256 لونًا وتستخدم في سيناريوهات بسيطة ولكنها مدعومة في جميع متصفحات الويب الرئيسية، يعد ادوبي فلاش بديلاً شائعًا لإنشاء رسوم متحركة معقدة و / أو تفاعلية وهو مدعوم أصلاً بواسطة انترنت اكسبلورر 10 وجوجل كروم، على الرغم من إيقاف الدعم اعتبارًا من عام 2016.
في صفحات الويب، من الممكن إنشاء رسوم متحركة زائفة عن طريق كتابة كود JavaScript الذي يقوم بتحميل صور PNG أو JPEG الثابتة لكل إطار ويعرضها واحدة تلو الأخرى لفترة زمنية محددة، بصرف النظر عن مطالبة المستخدم بالحصول على دعم JavaScript واختيار عدم تعطيله، يمكن أن تكون هذه الطريقة باستخدام وحدة المعالجة المركزية وعرض النطاق الترددي الكثيف للصفحات التي تحتوي على أكثر من صورة واحدة أو صور كبيرة أو إطارات عالية، ولا تسمح بحفظ الرسوم المتحركة في ملف صورة واحد أو نشرها على مواقع قائمة على الصور مثل flickr أو imageboards .
تدعم معظم متصفحات الويب APNG ، وهو امتداد غير قياسي لـ PNG للرسوم المتحركة البسيطة التي تشبه GIF ، بديل آخر هو صور SVG التي تتضمن رسومات PNG أو JPEG، باستخدام رسوم SVG المتحركة (في حال كانت مدعومه) أو JavaScript للتنقل بين الصور. لا يدعم إنترنت اكسبلورر الرسوم المتحركة APNG أو SVG
تستخدم طريقة أخرى ميزات CSS 3 ، ولا سيما CSS Animation ، والتي تتمتع الآن بمستوى معين من الدعم في معظم متصفحات الويب الرئيسية، يمكن استخدام CSS Sprites (توفير العديد من الصور على شكل مربعات في ملف صورة كبيره واحده) كرسوم متحركة من خلال تغيير أي جزء من الصورة الكبيرة يكون مرئيًا باستخدام CSS Animation أو JavaScript.